# Талалаївська сільська територіальна громада
Талалаївська сільська громада — територіальна громада в Україні, в Ніжинському районі Чернігівської області. Адміністративний центр — село Талалаївка. Станом на 01.01.2024 чисельність населення сільської громади становить 5592 особи.
Утворена 21 червня 2019 року шляхом об'єднання Безуглівської, Великодорізької, Ніжинської та Талалаївської сільських рад Ніжинського району.
Відповідно до постанови Верховної Ради України від 17 червня 2020 року «Про утворення та ліквідацію районів», громада увійшла до новоствореного Ніжинського району.

## Населені пункти
До складу громади входять 15 сіл: Безуглівка, Бідин, Велика Дорога, Довге, Калинівка, Кравчиха, Кропивне, Курилівка, Лустівка, Ніжинське, Пашківка, Синдаревське, Талалаївка, Хвилівка та Хомівка.

## Старостинські округи[4]
- Безуглівський (села Безуглівка, Бідин, Довге, Курилівка, Пашківка, Синдаревське, Хомівка)
- Великодорізький (села Велика Дорога, Калинівка, Кравчиха)
- Ніжинський (села Ніжинське, Кропивне)